# Oskar von Hutier
Le général Oskar von Hutier (27 août 1857, 5 décembre 1934) est un général allemand, parmi les plus innovateurs, durant la Première Guerre mondiale. Il a notamment développé une tactique très utilisée par les Allemands et qui fut appliquée aux Sturmtruppen, les troupes d'assaut allemandes.

## Biographie
Il est né à Erfurt le 27 août 1857. Son grand-père a servi dans l'armée française. Son père, Cölestin von Hutier, était colonel et a servi dans l'armée prussienne. 
Il rejoint l'armée prussienne le 15 avril 1875 dans le 88e régiment d'infanterie. Il devient adjudant le 1er octobre 1881 et premier lieutenant le 1er décembre 1883. 
Il rejoint l'Académie de guerre de Prusse en 1887 et est nommé lieutenant en 1890. Il reste dans le premier régiment d'infanterie jusqu'en 1894. En 1896, il est nommé major dans la 3e division d'infanterie. 
Du 1er octobre 1896 au 9 septembre 1898, il travaille à l'état-major comme premier officier de l'état-major général de la 1re armée. Le 1er octobre 1900, il est nommé commandant du premier bataillon du 95e régiment d'infanterie (de). 
Le 17 août 1902, il devient chef de l'état-major et lieutenant-colonel le 12 septembre 1902. 
Il devient colonel le 15 septembre 1905, il reçoit le commandement du 115e régiment d'infanterie (de). En 1908 il est promu au grade de major-général de la 74e brigade d'infanterie. 
En 1908, il devient membre de la commission d'étude de l'Institut de la guerre. Dans le même temps, il devient lieutenant-général le 22 avril 1912.

## Première Guerre mondiale
Hutier passe la première année de la guerre en tant que commandant divisionnaire sur le front occidental. Il atteint passablement ses objectifs mais c'est à partir de 1915, après qu'il eut été transféré sur le front oriental, qu'il se distingue. Là, devenu commandant de corps attaché à la dixième armée allemande, il contribue fortement à la conquête de grandes parties de la Russie et de la Lituanie, au cours des deux années qui suivirent sa nomination à ce nouveau poste. Il devient en 1917 général d'armée et Hutier commence à appliquer les leçons apprises au cours de ses trois années de guerre, avec son étude de la tactique employée par d'autres armées. Il conçoit une nouvelle stratégie pour que les Allemands puissent enfin percer sur le front français. Cette tactique devait être couronnée de succès en 1917 et 1918. Les Français nommèrent cette stratégie la « tactique de Hutier », bien que le terme généralement utilisé aujourd'hui soit « la tactique d'infiltration (en) ». Von Hutier avait noté que dans beaucoup de batailles précédentes, la méthode conventionnelle était de lancer une attaque avec un barrage prolongé de toute l'artillerie, suivi d'un assaut d'infanterie en masse. Cette stratégie causait de nombreuses pertes. L'approche alternative qu'il proposa est composée des étapes de base, :
1. Un bombardement court d'artillerie, comportant des obus lourds mélangés à de nombreux gaz, ces projectiles se concentrent sur les lignes ennemies pour les neutraliser sans les détruire.
2. Sous un feu roulant d'artillerie, les troupes allemandes de choc (les Sturmtruppen) avancent et s'infiltrent dans les défenses ennemies au niveau des points faibles précédemment identifiés. Elles évitent le combat autant que possible et doivent tenter de détruire ou capturer les QG ou positions d’artillerie ennemis.
3. Après que les unités d'assaut ont fait leur travail, des unités lourdement armées de mitrailleuses, de mortiers et de lance-flammes attaquent  les points de résistance ennemis que les Sturmtruppen n'ont pu neutraliser. Quand l'artillerie est en place, les artilleurs peuvent diriger le feu partout où il est nécessaire pour accélérer la percée.
4. À la dernière étape de l'assaut, l'infanterie régulière élimine toute résistance résiduelle. Beaucoup d'autres généraux ont projeté des attaques semblables dans le passé, à l'image du colonel d'armée Emory Upton à la bataille de Spotsylvania en 1864. Mais Hutier fut le premier commandant à les utiliser sur une échelle large et continue.

Un premier succès de cette tactique est remporté le 3 septembre 1917 par von Hutier, alors commandant de la huitième armée allemande, qui capture la ville lettone (au sein de l'Empire russe) de Rīga, au terme de deux années de siège. Il utilisa pour ce succès un assaut amphibie (le seul réussi de la guerre) pour saisir les îles tenues en mer Baltique par les troupes russes. Bien que Hutier ne fut pas présent, d'autres généraux allemands utilisèrent sa tactique en octobre 1917 pour remporter une spectaculaire victoire face aux Italiens à la bataille de Caporetto. Hutier se voit décerner la médaille Pour le mérite, la récompense la plus élevée en temps de guerre, par le Kaiser Guillaume II d'Allemagne et est transféré sur le front occidental en 1918. En mars de cette année, Hutier utilise encore la tactique d'infiltration lors de l'Offensive du Printemps et martelle la ligne alliée le long de l'espace entre les armées française et britannique, en avançant de 65 km le long de la Somme vers Amiens. Les Allemands firent 50 000 prisonniers et Hutier reçut les feuilles de chêne en complément de sa médaille du Mérite.
La tactique d'Hutier fut utilisée avec succès contre les Français en juin 1918, mais les Alliés avaient eu le temps d'échafauder des parades à ces méthodes. En juillet, lorsque les Allemands avancèrent encore vers ce qui sera ensuite appelée la deuxième bataille de la Marne, les armées américaines et françaises avaient imaginé un système de défense en retrait du front, que les troupes d'assaut allemandes, épuisées, n'ont pu franchir.
Hutier fit cependant un retour triomphal en Allemagne après la fin de la guerre. À l'instar de son cousin, le général Erich Ludendorff, commandant en chef de l'armée allemande, Hutier soutint le fait que l'armée allemande n'avait pas été battue sur le champ de bataille mais « frappée dans le dos » par des ennemis venus de l'intérieur.
Il quitte l'armée en 1919 pour devenir président de la Ligue des officiers allemands, poste qu'il occupa presque jusqu'à sa mort le 5 décembre 1934.